# Mechanographie
Die Mechanographie (in der Literatur oft als ‘’jumping Mechanography’’ bezeichnet) ist ein diagnostisches Messverfahren der Medizin, welches anhand des zeitlichen Verlaufs der Bodenreaktionskräfte bei typischen Alltagsbewegungen wie Sprüngen oder dem Aufstehen von einem Stuhl, körperschwerpunktbezogene physikalischen Parameter wie Geschwindigkeit, Leistung, Sprunghöhe und Gesamtkörpersteifigkeit ermittelt. Werden dabei die Bodenreaktionskräfte getrennt für linkes und rechtes Bein aufgezeichnet, so können zusätzlich Seitendifferenzen im zeitlichen Verlauf der physikalischen Parameter ermittelt werden, welche es ermöglichen, beispielsweise den Therapieverlauf zu quantifizieren. Dieselbe Analysemethodik kann aber auch im Rahmen der Ganganlyse oder beim Treppensteigen angewendet werden.

## Einsatzgebiet
Klassische Anwendungsgebiete der Mechanographie sind die Geriatrie wie auch die Pädiatrie
Im Gegensatz zu vielen anderen Messverfahren (reine Zeitmessung beim weit verbreiteten Chair Rising Test, Standup and Go test usw.) ist beispielsweise die körpergewichtsbezogene Spitzenleistung beim beidbeinigen Sprung maximaler Höhe ein sehr viel besser reproduzierbarer Messwert, der zudem auch bei häufigerer Anwendung keinen nennenswerten Trainingseffekt zeigt.
Auf Basis dieses Tests erarbeiteten Runge u. a. und Schönau u. a. Referenzwerte zur Zuordnung der individuellen Leistungsfähigkeit in Abhängigkeit von Geschlecht und Alter zu einem sogenannten optimal alternden Referenzkollektiv. Tsubaki konnte zeigen, dass sich unter Verwendung identischer Selektionskriterien bei einer typischen japanischen Population identische Leistungsdaten zur westeuropäischen Referenzgruppe von Runge ergaben. Somit ist davon auszugehen, dass für die Mechanographie keine landesspezifischen Referenzdaten erhoben werden müssen.
Runge u. a. zeigten zudem einen Zusammenhang zwischen der mittels der Mechanographie erfassten individuellen Leistungsfähigkeit und dem Neuromuskulären bedingten Sturzrisiko.
Aufgrund der objektiven und gut reproduzierbaren Quantifizierung von alltäglichen Bewegungsabläufen in physikalischen Größen eignet sich die Mechanographie besonders gut zur Bestimmung der momentanen Leistungsfähigkeit einer Person als auch zur Dokumentation von Trainings- oder Therapieerfolgen. Aus diesem Grund wird die Mechanography auch als eines der Standardmessverfahren bei aktuellen und zukünftigen Bed-Rest-Studien der Europäischen Weltraumagentur (ESA) eingesetzt.
Mechanography wird auch zur Quantifizierung der Beziehungen zwischen Muskel und Knochen genutzt. Gemäß dem Mechanostat-Theorem beeinflusst die Muskelfunktion den Knochenaufbau. Durch die Kombination von Messmethoden zur Bestimmung der Muskelfunktion, wie der Mechanographie und computertomographische Messverfahren, wie der quantitativen Computertomographie die Knochendichte, Knochengeometrie und Knochenfestigkeit bestimmen können, kann diese Muskel-Knochen-Beziehung in vivo quantifiziert werden.